# Die Frau mit den Lilienknochen
Die Frau mit den Lilienknochen (Originaltitel: Laura Blundy) ist ein postmoderner historischer Roman aus dem Jahr 2000 von Julie Myerson. Die Übersetzung ins Deutsche erfolgte durch Sabine Maier-Längsfeld und erschien erstmals 2001 im Piper Verlag.

## Kurzbeschreibung
Eine durch widrige Umstände mittellose, verwaiste Kleinbürgers-Tochter, die als Vierzehnjährige vergewaltigt und daher Mutter wurde, gibt ihren Sohn in ein Findelheim, wo er mutmaßlich umkommt. Durch einen Unfall verliert die Frau ein Bein, heiratet den behandelnden Arzt, flieht durch einen Selbstmordversuch aus der ihr unerträglich gewordenen Ehe. In einer Variante der Handlung ist der Selbstmordversuch vergeblich: Die Frau wird von einem Kanalarbeiter gerettet, der ihr Sohn sein könnte; sie tötet ihren Mann, um mit dem Liebhaber/Sohn zu leben. In der zweiten, korrekten Variante der Handlung war der Selbstmordversuch erfolgreich, und die erste Handlungs-Variante erweist sich als die Phantasie der Verstorbenen.

## Inhalt

### Laura Blundy als Kind, Jugendliche, Mutter
Laura Blundy, deren Mutter bei ihrer Geburt stirbt, ist die Tochter eines Einzelhändlers, der Lebensmittel und Werkzeug verkauft. Sie wird „in einem guten, behaglichen Zuhause großgezogen […], mit einem Hausmädchen und mit einer wundervollen Aussicht über die Themse und mit zahllosen Büchern und Landkarten“. Sie geht zur Schule, erhält beispielsweise Französisch-Unterricht. „Damals hatte ich die allerfeinsten Kleider. […] Ich war ein ziemlich herausgeputztes kleines Mädchen und wohl auch leidlich verzogen“. Im Alter von 14 Jahren nimmt ein „feiner Pinkel“ Laura in seinem Zweispänner mit, als sie sich zu ihrer todkranken Tante in Dalston begeben will, „diejenige mit dem Geld. […] Das sie meinem Vater für sein Geschäft geliehen hatte“. Der Mann belästigt Laura erst, vergewaltigt sie dann, schwängert sie. „Nur gut, daß mein Vater starb, ehe er von meinem Zustand erfuhr“. Die todkranke Tante leitet nach des Vaters Tod den völligen Ruin Lauras ein: „Ihre Wahnvorstellungen hatten sie dazu verleitet, all ihr Geld der Kirche zu vermachen und mich auf die Straße zu setzen, weil mein Vater sich bei ihr verschuldet hatte.“ Nur eine kleine rosaviolette Decke kann Laura noch vor den Gerichtsvollziehern retten: „Diese Decke war das letzte, was mir von meinem Vater geblieben war, und sie war das erste, was ich meinem Kleinen gab“, den sie „im Alter von fünfzehn Jahren“ gebärt. „Im Armenhaus, wo wir schließlich gelandet waren, ging es ihm schlechter und schlechter“, und er wäre „ums Haar an der Diphtherie zugrunde gegangen“. Da das Kind dadurch entstand, „daß man dir Gewalt angetan hat“, kann sie das Kind in einem guten Findelheim unterbringen, bringt sich selbst durch mit der Fertigung von Festtagswimpeln, mit Schirmflickerei und Bierbrauen. An einem Mai-Tag, als Laura „beinahe siebzehn“ ist und zu einem ihrer Kinds-Besuche ins Findelheim geht, sagt ihr ein dortiger Beschäftigter, dass ihr Junge „nicht mehr bei uns ist“, ein anderer präzisiert, der Junge sei gestorben. Die rosaviolette Wolldecke erhält Laura zurück. „Als ich erst wußte, daß mein Kleines ins Grab gegangen war, fiel es mir sehr schwer, wieder die rechte Einstellung für die Schirmflickerei oder das Bierbrauen zu finden“. Laura schließt sich dem „Geschmeiß der Obdachlosen und Stadtstreicher“ an, übernimmt eines Tages für eine Leidensgenossin, der eine Arbeit in Aussicht steht, für „zwei Pence oder eine Tasse Tee und einen Kanten Brot“ die Aufsicht über ein nicht einmal einjähriges Kind, das in ihren Armen stirbt, als sie ihm neckisch zwei Finger in die zwei Nasenlöcher steckt. Als vermeintliche Kindsmörderin kommt Laura daher mit noch siebzehn Jahren ins Gefängnis in Einzelhaft, anfangs rund um die Uhr mit einer Kapuze über den kahlgeschorenen Kopf: „So ist das nun mal. Das ist deine Strafe – Dunkelheit und Einsamkeit –, der beste Weg, sich mit den Irrtümern der Seele zu befassen“, erklärt man Laura. Im Gefängnis kultiviert Laura eine Konzentrationstechnik, mit der sie ihr verlorenes Kind heraufbeschwört: „Wenn ich nur ganz still dasaß, die Hände auf dem Schoß gefaltet und die Augen geschlossen, dann würde er zu mir kommen. Immer. Ohne Fehl. […] Denn hatten wir nicht immer schon vollkommen zusammengepaßt, und wußte ich denn nicht, daß es auf ewig so sein würde?“ Eine mitgefangene Gattenmörderin sagt Laura die Zukunft voraus mit zwei Unfällen: Den ersten werde sie überleben, beim zweiten Mal jedoch „womöglich“ sterben, doch „wenn du diese Welt verläßt, wirst du bei ihm sein“: dem verlorenen Kind. Allerdings werde sie das Kind „nicht auf die Weise, wie du glaubst“, finden. Freigelassen wird Laura nach einem Jahr Haft, weil herauskommt, dass die Stadtstreicherin, die Laura das Kind anvertraute, ein Kind nach dem anderen verloren hatte, „alle voll bis zum Rand mit Laudanum“, dem dann auch das Kind in Lauras Armen zum Opfer gefallen war. Nach Haft-Ende versorgt Laura „viele Jahre lang die Kinder anderer Leute.“

### Laura Blundys erster Unfall
Ihren späteren Mann Ewan lernt Laura kennen, weil sie am Straßenrand schläft und ihr Unterleib von einer Droschke überfahren wird, deren Wagenlenker Fahrerflucht begeht. Laura ist klar, dass das schwerverletzte Bein eine Gefahr für ihren Lebensunterhalt darstellt: „Um den älteren Rotzlöffeln auf den Fersen zu bleiben, braucht man Kraft und Elan, und meine größte Sorge war, daß dieses Unglück mich meine Arbeit kosten könnte. Dann würde ich verhungern, das war gewiß. Es bestand stets Bedarf an Kinderhütern, doch wie sollte ich mir auch nur einen Kanten Brot verdienen, wenn ich die Bälger nicht mehr tragen konnte?“ Im Krankenhaus stellt sie fest, dass ihr Chirurg Ewan Lockhart „augenfälliges Interesse an mir bekundete. Wann immer er durch den Krankensaal schritt, kam ihm ein neuer dringender Grund in den Sinn, an meinem Bett haltzumachen“. Allerdings kann Ewan das Bein nicht retten, muss es unmittelbar über dem Knie amputieren. Die Amputation tut Ewans Faszination keinen Abbruch, der Laura gesteht: „Sie stecken voller Überraschungen. Sie sind nicht fade. Alle Frauen, die ich kenne, sind ziemlich fade und kein bißchen klug.“ Ewan hofiert Laura, strahlt dabei „große Unbeholfenheit aus“, verschafft ihr „eine Wohnung unweit seiner eigenen und besorgte mir Arbeit.“ Schließlich bittet er Laura, seine Frau zu werden. „Es war nicht seine Schuld, daß er mich geheiratet hat. Er war schlicht einsam, er wollte nur eine Ehefrau, […] so wie jeder andere auch“, gibt Laura an, lässt ihr eigenes Wollen aber im Unklaren: Einerseits behauptet sie, sie hätte sich ihn nicht „angeln“ wollen, andererseits stellt sie fest: „Er ist ein Trottel, und ich wußte sehr wohl, was ich tat. Wenn man weiß, wie man es anstellen muß, dann ist es wirklich ganz einfach. […] Ich habe es darauf angelegt, […] so wie Frauen es eben tun.“ Nach der Heirat ändert sich das Verhältnis zwischen Ewan und Laura: „So behutsam er während der Monate seines Werbens mit mir umgegangen war, zurückhaltend, liebevoll, stets Feingefühl und Humor bewahrend – von dem Augenblick an, als der Ring auf meinen Finger glitt, war alles anders. Ewan verspürte nicht länger die Notwendigkeit, zu schmeicheln und zu gefallen. Im Handumdrehen wurde er Mann, Doktor, Experte, während ich Kind wurde, Patientin, Empfängerin seiner Weisheit.“ Ferner offenbart Ewan merkwürdige sexuelle Neigungen. „So nahm er, um ein Beispiel zu nennen, nur zu gern eines seiner Messer mit in unser Ehebett. Nicht etwa, um mich damit zu verletzen, nein, nur um es vorzugeben. Er liebte die Zuckungen, die er in mir hervorrief, wenn er das kalte, harte Metall auf meinem Körper tanzen ließ. […] In meinen Augen war dies nicht, wie der Liebesakt sein sollte“. Offen feindselig gegenüber Laura ist das Verhalten von Ewans bei Ewan lebender Mutter Eve, und Laura mutmaßt, Ewan habe absichtlich „diesen Krieg zwischen Eve und mir angezettelt. Mein Einzug in dieses Haus erfüllte ihm seinen größten Wunsch – ein wenig Frieden vor ihr zu haben. Und mit mir zugleich eine Waffe gegen sie. […] Endlich hatte er anstelle einer Frau, die auf ihm herumhackte, zwei, die beide stets darauf bedacht waren, sich ihm im besten Licht zu präsentieren. Es lag auf der Hand, daß die Zustände im Haus ihm gefielen. Es lag auf der Hand, daß Eves Ableben ihn betroffen machte“, als sie im Winter stirbt. „Tatsächlich schuf Eves Dahinscheiden eine neue Distanz zwischen uns. Distanz oder, besser noch, Kälte.“

### Laura Blundys zweiter Unfall
Ewan „war klar, daß ich alles daran setzte, kein Kind von ihm zu empfangen“, doch nachdem Ewan uneinvernehmlich Lauras Verhütungsmittel entdeckt und aus ihr entfernt, fürchtet Laura, von ihm schwanger zu sein, so dass sie resümiert: „Meine Ehe und mein Leben waren ohne Sinn, trostlos und schrecklich und grau. Lange genug hatte ich versucht, ohne ihn auf Erden zu leben. Die Zeit war gekommen, zu meinem Jungen zu gehen.“ An einem Januarnachmittag fast ein Jahr nach der Heirat mit Ewan stürzt Laura sich in selbstmörderischer Absicht in die Themse. In der erst gegen Ende des Romans offenbarten, korrekten Handlungs-Variante war der Selbstmordversuch erfolgreich: „Als man mich aus dem Fluß gezogen hatte, sprach Ewan mit der Polizei und unterzeichnete Papiere, die besagten, daß ich keine Selbstmörderin war.“

### Alternative Handlungs-Variante des zweiten Unfalls
In jener Handlungs-Variante, mit der der Roman beginnt und die den Roman dominiert, wird Laura vom wesentlich jüngeren Kanalarbeiter Billy gerettet, der bereits vor Lauras Auftauchen nächtliche Visionen hatte, in denen der Geist „einer lebendigen Person“ in seinem Zimmer steht, die Laura in vielerlei Hinsicht ähnelt, so Billy: „Sie ist ganz versessen darauf, mir etwas mitzuteilen“. Nun glaubt Billy, diesen Geist in der geretteten, ohnmächtigen Laura wiederzuerkennen: „Er wußte, daß er, sobald ich meine Augen aufschlug, jener Frau ins Gesicht blicken würde, die Nacht für Nacht über ihn gebeugt in seinem Zimmer stand. Wartete. Und über ihn wachte.“ Während die gerettete Laura Ewan gegenüber behauptet, sie sei zufällig ins Wasser gefallen, beginnt sie sich auf Billys Initiative hin mit ihm zu treffen. Bei einem der Treffen lernt Laura im folgenden Sommer Billys Ziehtochter Pinny kennen. Dass sowohl Billy als auch Laura verheiratet sind, Billy sogar Familie hat, hindert beide nicht an einer Affäre. „Von Anfang an waren wir erstaunt darüber, wie gut wir zusammenpaßten“. Die beiden mieten ein Liebesnest bei einer Näherin, die „meistens außer Haus“ ist. Während Laura anfangs verschweigt, dass sie ihr eigenes Kind in einem Findelheim abgegeben hat, erzählt Billy, dass er in einem Findelheim groß geworden sei: Nach eigenen Angaben ist Billy „im Alter von fünf Monaten ins Findelheim gekommen, mit nichts als einem verschlissenen Hemdchen und mit einem Andenken. Er wisse jedoch nicht, was das war.“ An den dortigen Aufenthalt hat Billy positive Erinnerungen: „Alles war dort gut und fröhlich. Sie schickten die Kleinen aufs Land – und dort bin ich geblieben, bis ich drei Jahre alt war.“ Infolge der Begegnung mit dem Heimkind Billy besucht Laura erstmals, seit sie ihren Sohn verloren hat, den Friedhof, wo das Kind angeblich in einem Massengrab liegt, hat dort eine Vision von ihrem Sohn und ist überzeugt davon, dass er lebt und Billy ist. Laura sagt daher Ewan „an einem heißen, stürmischen Spätsommernachmittag“, dass sie ihn verlassen würde zugunsten von Billy, ohne dessen Namen zu nennen, Ewan entgegnet: „Laura, […] ich würde dir niemals weh tun, jedoch ich schwöre bei Gott, daß ich ihm weh tun werde!“ Um das zu verhindern, tötet Laura ihren zählebigen Mann, dessen Schreie das tobende Gewitter übertönt, in mehreren Etappen: Tatwaffen der langanhaltenden Auseinandersetzung, die mehrmals den Tatort wechselt, sind eine Spaniel-Skulptur aus Bronze und Marmor, Lauras Krücke, zu guter Letzt ein Schürhaken. Zeugen der Tat gibt es keine: Das Dienstmädchen „wird die nächsten zwei Tage nicht erscheinen und auch kein anderer, dessen bin ich beinahe sicher. Wir führen ein ungeselliges Haus ohne Freunde, Ewan und ich.“ Laura geht zu ihrem einzigen Freund: ihrem Liebhaber Billy. „Ich sage ihm, daß Ewan uns nicht mehr im Wege ist und daß wir augenblicklich türmen müssen, nach Frankreich. Er starrt mich an, kratzt sich erst am Kopf, dann in der Leistenbeuge. Er sieht überaus bange aus, doch er stellt keine Fragen. Er küßt mich lange und innig, und ich spüre, wie er dort unten zum Leben erwacht. Dann sagt er, daß seine Familie ihn braucht“, erklärt sich aber dennoch bereit, Laura bei der Leichen-Beseitigung zu helfen. Ewan wird „in drei Teile zerlegt“ mit Hilfe „eines vollständigen Satzes von Ewans besten chirurgischen Instrumenten“, denn Laura hat während des Ehelebens „von Ewan höchstpersönlich das eine oder andere gelernt.“ Damit kein Blut aus den Transportbehältnissen tropft, beauftragt Laura Billy damit, saugfähige Lumpen im Obergeschoss des Hauses zu organisieren, wobei Billy die verwaschene rosaviolette Decke findet und aus Gründen, die er auf Lauras Nachfrage selbst nicht erklären kann, ihre einstige Farbe kennt. Außerdem wundert er sich darüber, „warum du einen Fetzen aufhebst, Laura. Du mit deinen verdammt eleganten Kleidern und all den piekfeinen Dingen.“ Die beiden Komplizen gehen gen Themse: Laura transportiert Ewans abgetrennten Kopf in einem Korb, Billy den Rest in Taschen zu Fluss, wo sie die Transportbehältnisse beschweren und im Wasser versenken. Laura ist zufrieden mit Billy: „Er hat es ebenso getan wie ich. Wir sind für immer verbunden, er und ich, ganz gleich, was er auch sagen mag. Und ohne es zu wollen, erfreut mich diese Vorstellung ganz beträchtlich – die Vorstellung, daß ich fortan in unerschütterlicher, immerwährender Gesellschaft sein werde. […] Ja, ich glaube, wir sind endgültig ein Paar, er und ich.“ Während der Leichenbeseitigung berichtet Billy, dass Pinny auf dem Mawbey-Friedhof „über einen Grabstein gestolpert“ wäre, „der deinen Namen trägt“, woraufhin Laura „so ruhig, wie ich es vermag“ fragt: „Was hatte sie in Mawbey Place zu suchen?“ Ferner mutmaßt Billy bei Laura eine Schwangerschaft, die sie ebenfalls annimmt, bekräftigend, dass das Kind von Billy wäre. Währenddessen hat sich herausgestellt, dass die Leichenbeseitigung nicht völlig erfolgreich war: Der abgetrennte Kopf Ewans wird vom Fluss „verschmäht“, so dass Laura und Billy ihn „in ein Nest aus aufgehäuften Ästen“ betten und mit Alkohol getränkt verbrennen wollen. Weil auch das nicht bis zur Unkenntlichkeit gelingt, weil Laura ein Kind erwartet und weil Billy nicht weiß, wie er „es fertigbringen sollte“, ohne Laura zu leben, willigt Billy in Lauras ursprünglichen Plan ein, nach Frankreich zu fliehen.

### Verschmelzung der beiden Handlungs-Varianten
„Pinny hatte recht. Ich liege, genau wie sie vermutete, in Mawbey Place. Ewan hat den Friedhof gewählt, wegen der günstigen Entfernung von zu Hause, weil er hübsch und gut gepflegt ist und weil Eve dort begraben liegt. Es macht mir nichts aus. Ich liege auf der anderen Seite, unter der dunklen, ausladenden Eibe. Hier ist es kühl, dunkel. Mein Geist ist frei, unbewacht. Ich kann gehen, wohin es mir gefällt.“

## Textanalyse
Beim Die Frau mit den Lilienknochen handelt es sich um einen in Ich-Form und unzuverlässig erzählten postmodernen historischen Roman. Durch den Romananfang „mit einer grausigen Mordszene“ wird absichtlich der Grundton für „eine Ästhetik des Unappetitlichen“ gelegt: „Das Hässliche, das Unappetitliche, das Widerwärtige hängt mit Kristevas Vorstellung vom Abscheulichen zusammen, das das vordergründigste Mittel der zeitgenössischen Literatur ist, um die Unmöglichkeit des Rechts, der Ethik oder der Religion zu bekräftigen“. Während und nachdem die Ich-Erzählerin Laura Blundy die Ermordung ihres Mannes Ewan schildert, „springt ihre Erzählung in der Zeit hin- und her“ und „bietet Einblicke in Teile ihrer Geschichte, die der Leser wie ein Puzzle zusammenfügen muss“. Ort der Handlung ist London, „eine völlig unhygienische Welt, die Myerson reichlich Gelegenheit bietet, rohes körperliches Unbehagen auszudrücken. Überall gibt es schädliche Nebel und Feuchtigkeit vom Fluss, offene Abwasserkanäle, hungernde Kinder mit großen Augen und schwärenden Wunden, Unrat, Schmutz und Krankheiten“, und vor diesem Hintergrund „versteht der Leser, dass extreme Armut und Vernachlässigung zu extremem Verhalten führen“. Zeit der Haupthandlung ist Anfang der 1860er-Jahre: Laura fährt unmittelbar vor ihrem Selbstmord bzw. Selbstmordversuch, der in einem Januar stattfindet, mit der kurzlebigen Londoner Pferdebahn, so dass sich der Selbstmord bzw. Selbstmordversuch im Januar 1862 verorten lässt. Die Handlung endet kurz nach dem vermeintlichen Mord an Ewan im Spätsommer 1862. In den Rückblenden reicht die Berichtszeit des Romans bis in die Kindheit Lauras in den 1820er-Jahren zurück.

### Deutschsprachiger Titel
Der deutschsprachige Titel leitet sich von einer Szene ab, in der Laura sich etwa ein Jahr nach ihrer Beinamputation bei ihrem Ehemann Ewan erkundigt, wie das Innere von Knochen aussähe. Ewan antwortet, sie seien weiß wie Milch und „keineswegs so trocken, wie man meinen sollte, eher wächsern“, so dass Laura fragt, ob das Knochen-Innere wie Lilien aussähe, und sich erinnert, dass sie an ihrem Hochzeitstag mit weißen Lilien geschmückt war. „Lilien? Nicht ganz, Liebste, nein“, reagiert Ewan.

### Themen

#### Inzest
„Laura Blundys Erzählung ist aussichtslos und die Hoffnungslosigkeit des Romans gipfelt dann, als sich herausstellt, dass die Protagonistin ihren Mord vorsätzlich geplant hat, um eine Liebesbeziehung mit ihrem eigenen Sohn zu führen“, meint der Anglist Christian Gutleben (Universität Côte d’Azur) und stellt damit – ebenso wie weite Teile des Feuilletons und der Sekundärliteratur – das skandalträchtige Inzest-Motiv in den Vordergrund, das sich allerdings zum einen am Ende des Romans nur als die Wunschvorstellung einer Verstorbenen offenbart. Zum anderen ist im Roman lediglich stark angedeutet, dass Billy Lauras Sohn sein könnte; beispielsweise durch die Szene, in der Billy über die einst rosaviolette Decke als blutaufsaugenden Lumpen sinniert und deren einstige Farbe kennt (beziehungsweise errät), oder dadurch, dass Laura und Billy einander gestehen, dass sie „seltsame Empfindungen“ füreinander verspürten.

#### Liebe
In einer vermeintlichen Inzest-Liebe zwischen der verstorbenen Laura und deren Hirngespinst Billy verschmelzen Spielarten der Liebe, die auch ansonsten im Roman vorkommen:
- die besitzergreifende Liebe der faszinierend-manipulativen Laura gegenüber Billy sowie des auftrumpfenden Ehemanns Ewan gegenüber Laura: Ewan zeigt nach der Heirat in Lauras Augen „keine Spur von Liebe, nur Besitzerstolz und Überheblichkeit“.[59]
- die selbstlose Liebe der Mutter Laura gegenüber ihrem verlorenen Kind sowie des strafvereitelnden Billy gegenüber Laura: Bei Laura wird die Mutterliebe zu einer antreibenden „herzzerreißenden Leidenschaft für ihren kleinen Jungen, von dem sie glaubt, dass er im Findelheim gestorben ist“,[84] worüber es im Roman heißt: „Als ich einst meinem Kind Lebewohl sagte, da dachte ich, daß nun alles vorüber sei für mich und daß ich mein Quentchen Liebe gehabt habe. Mein Kind liebte mich, und ich liebte mein Kind, und diese Liebe war gewiß die tiefste Liebe, die ich jemals erfahren würde. Im Vergleich dazu wäre, was immer ihr folgen mochte, leer und ohne Seele.“[15] Später dann entwickelt sich die Liebe zu ihrem etwaigen Sohn Billy zu einer in einer Traumwirklichkeit[85] ausgelebten „Obsession“,[86] in Folge derer die Ich-Erzählerin sich selbst als „vernarrt“[87] bezeichnet.

#### Zerstückelung
Die Handlung des Romans ist zwischen Realität und dem Wunschtraum einer Verstorbenen zerstückelt: „In einer absichtlich unzusammenhängenden Handlung, die oft in Rückblenden erzählt wird, wirkt der Gesamteffekt des Zerfalls“. Die Hauptfigur des Romans ist mittels einer Amputation des einen Beins vom Rest-Körper zerstückelt. Die Vergangenheit dieser Hauptfigur ist zerstückelt zwischen einem Mittelklassen-Dasein in Kindheit und Jugend, dem Dasein im „Geschmeiß der Obdachlosen und Stadtstreicher“ am Rande der Gesellschaft, dem Dasein als Gattin eines gutbürgerlichen Chirurgen sowie dem vermeintlichen Dasein als Mörderin am Rande der Gesellschaft. „Wie kann man einen solchen Text interpretieren, […] der jeglichen moralischen Wertes entbehrt, der jede Sympathie beeinträchtigt, dem jeder Funke Schönheit fehlt?“, so Gutleben, der erklärt: Die „verschiedenen Bilder der Körperzerstückelung fungieren offensichtlich als Metaphern für die Dislokation des Körpers im viktorianischen Roman: Die Charaktere, das wichtigste Fundament der traditionellen Fiktion, werden ebenso auseinandergerissen und entstellt wie die Konventionen des Realismus auseinandergerissen und entstellt werden.“

### Figuren

#### Hauptfiguren
- Laura Blundy: Als die sommersprossige[90] Laura ihren späteren Mann Ewan kennenlernt, ist sie „achtunddreißig, beinahe schon neununddreißig. Dennoch war mein Haar […] noch beinahe vollkommen schwarz. Die Zähne, die mir geblieben waren, leuchteten weiß, und obgleich meine Taille nun etwas mehr als die Spanne zweier Männerhände maß, wohnte mir noch immer viel von jenem Schwung inne, den ich als junges Mädchen besessen hatte.“[2] Laura tritt auf als „Frau, die gute Erziehung und grobe Fleischlichkeit verkörpert“,[91] und „als wäre sie sich der unausgesprochenen Regel nicht bewusst, dass Weiblichkeit bedeutet, so zu tun, als würde man das Brutale und Ekelhafte nicht bemerken“, bleibt Laura für „die Niederungen des Lebens“ offen und beschreibt sie „ohne Zimperlichkeit“.[92] Insgesamt ist die „sture, exzentrische“[93] und „amoralische Laura eine aufregende, derbe Figur, die mit wildem Haar, fehlenden Zähnen, juckendem [Bein-]Stumpf, kompromissloser Fleischlichkeit und entschieden unromantischer Einstellung eine erfrischende Abwechslung zu den typischen, vom Pech verfolgten historischen Heldinnen darstellt“.[94] Entsprechend fasziniert ist der im Umgang mit Frauen unerfahrene Ewan von der burschikosen Beinamputierten: „Mir gefällt die Art und Weise, wie Sie all den unnützen Blödsinn links liegen lassen und ohne Umschweife den Kern der Sache treffen“.[95]
- Ewan Lockhart: Der behandelnde Arzt Lauras hat sieben Jahre Chirurgie studiert,[96] ist „ungeschickt im gesellschaftlichen Umgang“[97] und wirkt „gründlich und ernsthaft“,[98] was sich beispielsweise in dem „verkniffenen, unsicheren Ausdruck“ zeigt, „den er immer dann annahm, wenn er zu sehr mit Nachdenken beschäftigt war.“[99] Ewan ist „weit über einen Meter achtzig“[57] groß und hat glänzende, leuchtend „rote Haare, ein wahrer Karottenkopf. Selbst sein Bart sah aus, als spritzten kleine Feuerpunkte durch die Haut.“[100] Ewans Augen sind blass[101] und blau,[102] er hat „ein paar winzige Sommersprossen“ auf dem Nasenrücken[103] und ist insgesamt „beileibe kein gutaussehender Mann. Zu rot, und er hatte nackte Augen ohne Wimpern. Und obgleich er wohl kaum älter war als fünfunddreißig, so sah er doch aus wie ein Hanswurst, so aufgedunsen und gekrümmt und verzagt.“[104] Dennoch: „sein Lächeln gefiel mir. Es war offen und aufrichtig, wie man es bei glücklichen Kindern sieht.“[105] Vor der Heirat mit Laura gleich Ewan einem „freundlichen, aufmerksamen, geistreichen Herrn“ und bringt seine künftige Gattin „zum Lächeln mit seiner Art, wie er die Welt betrachtete.“[106] Nach der Heirat beweist er allerdings andere Charaktereigenschaften: „Ewan besaß zweifellos die verhängnisvolle Gabe, kleine Wahrheiten aus einem herauszupressen, bis die Leere, die blieb, einem beinahe den Atem nahm“,[107] und er kann „überaus aufbrausend sein, wenn die Dinge nicht nach seinem Wunsch liefen“.[108]
- Billy: Der Liebhaber Lauras hat „wunderbar glatte, glänzende Haare“,[109] große, dunkle Knopfaugen[110] und ein hervorspringendes Kinn.[111] Billys Leib ist mager,[111] schmächtig,[112] doch er hat kräftige Muskeln[113] von seiner Arbeit „an den neuen Abwasserkanälen“.[114] Billys Hände sind groß, braun[115] und schlaksig,[116] die „Stimme ist so herzerweichend sanft, daß man seinen Kopf darauf betten möchte.“[117] Vom Charakter her hat Billy einerseits „ein gutes Herz und würde niemals einem anderen willentlich etwas zuleide tun“,[87] andererseits jedoch ist er „von aufbrausender Natur“, so dass er seine Kinder gelegentlich prügelt, die er ansonsten „mit einer großen, alles umfassenden Leidenschaft liebte“.[118] Nie hat Billy ein Buch gelesen,[119] arbeitet „gründlich und ernsthaft wie Ewan“,[98] ist an seinem Arbeitsplatz allerdings ein Außenseiter: „Sogar seine Maurergefährten sagten, daß sie ihn nicht richtig kennen würden, daß er ein komischer Kauz wäre, daß er lieber für sich bliebe, daß er ein Buch mit sieben Siegeln für sie sei. All die Dinge eben, die man über einen sagt, der nicht dazugehört.“[120]

#### Nebenfiguren (Auswahl)
- Pinny: Die Ziehtochter Billys ist zum Zeitpunkt der Handlung neun Jahre alt, als Billy seine Frau heiratete, war sie „ein krähender kleiner Säugling“.[121] Pinnys Körper ist „dünn und schlaksig“[122] und „zwar klein für ihr Alter, doch dafür kräftig und schnell wie der Wind“.[123] In Pinnys „länglichem Gesicht“ fällt eine „kleine platte Nase“ auf.[90] „Ihre blauen Augen aber waren umwerfend, ja, ihr Blick traf einen bis ins Mark. Es war nichts Kindliches darin zu finden. Diese Augen sprachen von Dingen, die nur wenige andere Seelen kannten.“[124] Von Anfang an hegt Laura eine auf Gegenseitigkeit beruhende Abneigung gegen diese „übellaunige Göre mit den langen Zöpfen und diesem allwissenden faden kleinen Gesicht“.[125] Billy dagegen „hegte eine ganz besondere und unergründlich tiefe Liebe zu seiner Ältesten – dem Mädchen, das nicht einmal sein eigen Fleisch und Blut war“[126] und dessen Intelligenz der unbelesene Billy außerordentlich bewundert: „Und sie ist so klug – sie ist das klügste Mädchen auf der ganzen weiten Welt. Und wenn wir es uns auch nicht leisten können, sie zur Schule zu schicken, so sitzt sie trotzdem stundenlang mit einer Kerze da und übt das Alphabet.“[127]
- Eve: Ewans Mutter wohnt „im Hause ihres Sohnes, irgendwo unter dem Dach“ und pflegt „ihm in aller Ausführlichkeit vor Augen zu führen, wie dumm und nutzlos er sei. Er glaubte ihr.“[128] Beinahe blind[129] sowie „ungeheuer alt und gebrechlich“,[41] erweist Eve sich allerdings auch Laura gegenüber als  „eine boshafte Frau, die an allem, was man für sie tat, stets etwas auszusetzen hatte“.[130] Diese Miesepetrigkeit pflegt Eve, seit sie in England ist: „Sie war zur Hälfte Ausländerin und stammte ursprünglich aus einem heißen Land, wo auf den Bäumen Zitronen wuchsen. Womöglich lag der Grund, weshalb sie sauertöpfisch und ständig schlechter Laune war, darin, daß sie einen Schotten geheiratet hatte und fortan ein Leben in Kälte und Nebel fristen mußte, worüber sie sich ohne Unterlaß beklagte.“[131]

## Rezeption
Dass der „beunruhigende“ Roman Die Frau mit den Lilienknochen mit „einer Reihe miteinander verflochtener Rückblenden“ arbeitet, verleihe der Lektüre „einen enormen Kick“, lobte die US-Zeitschrift Publishers Weekly. Der in der Sekundärliteratur als „nonchalant“ bezeichnete Tonfall mit seiner „seltsamen Mischung aus klinischer Distanziertheit und grausigem Genuss“ erzeuge eine „hypnotische Qualität“ dieser Prosa, so das US-Magazin Kirkus Reviews. Das subtile, seltsame, verwirrende Ende des Buches dagegen fand der britische Guardian nicht überzeugend: „Nach einem so körperlichen Buch […] ist dieser unkörperliche, übernatürliche Schluss unbefriedigend. Auch wenn er den Leser dazu zwingt, zum Anfang zurückzukehren und alles, was zuvor geschehen ist, neu zu bewerten und zu entwirren, fühlt er sich letztlich völlig falsch an, so als ob die Autorin einen einfachen Ausweg gewählt hätte. Ein solch fesselnder und sorgfältig ausgearbeiteter Roman hätte ein überzeugenderes Finale verdient“.

## Deutschsprachige Textausgaben
- Julie Myerson: Die Frau mit den Lilienknochen. (=Serie Piper. Band 3905.) Ungekürzte Taschenbuchausgabe. Piper, München 2003. ISBN 3-492-23905-6.
- Julie Myerson: Die Frau mit den Lilienknochen. Aus dem Englischen von Sabine Maier-Längsfeld. Piper, München 2001. ISBN 3-492-03854-9.